# Chavannes-des-Bois
Chavannes-des-Bois – miejscowość i gmina (commune) w zachodniej Szwajcarii, w kantonie Vaud, w okręgu (district) Nyon.  

## Demografia
W Chavannes-des-Bois mieszka 1014 osób. W 2021 roku 35,8% populacji gminy stanowiły osoby urodzone poza Szwajcarią.